# Plexechinus planus
Plexechinus planus is een zee-egel uit de familie Plexechinidae.
De wetenschappelijke naam van de soort werd in 1978 gepubliceerd door Alexander Mironov.